# Бланкар, Луи
Луи Бланкар (фр. Louis Blancard; 22 сентября 1831, Марсель — 27 октября 1902, Марсель) — французский историк и нумизмат, палеограф. Член Академии Марселя (с 1861).
Обучался в парижской школе Эколь-де-Шарт (École de Chartes). Опубликовал много трудов по древней и современной нумизматике, между которыми выдаются: «Théorie de la monnaie romaine au III siècle», несколько мемуаров о происхождении французских монет, «Essai sur les monnaies de Charles I, comte de Provence et roi de Sicile» (Марсель, 1868), премированное Институтом и др.
Кроме того, им написано несколько сочинений, касающихся истории Прованса.
В 1861 был избран членом Академии Марселя и был её постоянным секретарём с 1889 до своей смерти в 1902 году.
Кавалер ордена Почётного легиона (1880).